# タフな米国を取り戻せ: アメリカを再び偉大な国家にするために
『タフな米国を取り戻せ: アメリカを再び偉大な国家にするために』（Time to Get Tough: Making America #1 Again）は、ドナルド・トランプによるノンフィクション本である。2011年にレグネリー・パブリッシングよりハードカバーで出版され、その後2015年にとトランプの2016年大統領選挙のスローガンに合せて『Time to Get Tough: Make America Great Again!』と改題されて再出版された。トランプは以前に2000年アメリカ合衆国大統領選挙にポピュリズムを掲げて出馬するための準備として『The America We Deserve』（2000年）を発表していた。それとは対照的に『タフな米国を取り戻せ』は保守主義を掲げた2012年アメリカ合衆国大統領選挙の先駆けとなった。
本書の中でトランプは自分がアメリカの有能な指導者になるだろうと主張している。個人的なエピソードとアメリカの政策に対する処方箋を織り交ぜながらトランプは『The Celebrity Apprentice』の司会者として学んだ教訓や、2011年のホワイトハウス記者協会晩餐会で風刺された経験を語っている。国内政策においてトランプは法人税の廃止と定年年齢の引き上げを提言している。外交政策において彼は中国とOPECがアメリカに与える悪影響を批判している。トランプはロシアの指導者のウラジーミル・プーチンを賞賛し、「私はプーチンとロシア人を尊敬している」と述べた。『タフな米国を取り戻せ』ではビジネスの経験は政府の成功に転化することができ、グローバルな金融取引の経験は政府の合意交渉に役立つと論じられている。
『ブライトバート・ニュース』の寄稿者であるウィントン・ホールとピーター・シュワイツァーが執筆に協力し、またメレディス・マカイヴァーも参加した。本書は『ニューヨーク・タイムズ』のベストセラーリストで初登場27位であった。『On the Issues』による書評は批判的であり、トランプが以前の政策本から政治的見解を翻していることが指摘された。『The New York Review of Books』は本書の国内政策の文章表現が退屈であると評した。『ワシントン・ポスト』の書評家のカルロス・ロサダはトランプが自身の選挙運動で『ニューヨーク・タイムズ』をこき下ろしながら同時にこの本を『ニューヨーク・タイムズ』のベストセラーとして宣伝したことを指摘した。『エンターテインメント・ウィークリー』は本書を「オバマ政権、不法移民、そして彼をあえて批判してきた人々やメディアに対する中傷」であると評した。

## 内容
『タフな米国を取り戻せ』は2011年のアメリカの状況に対するトランプの見解が記述され、彼の理想をアメリカ人に知らせることが意図されている。本書は彼がなぜアメリカ経済が苦境に陥っていると考えているのかを説明し、当時の大統領のバラク・オバマを批判し、もしも自分がアメリカを率いるならどのような理想を抱くかを述べている。本書の中で彼はアメリカを「世界が知る限り最も偉大な国」と呼んでいる。
本書ではトランプの政治思想と個人的な逸話が混在している。トランプはレディー・ガガが初めてナンバーワンを獲得する前に彼がミス・ユニバース2008でのパフォーマーに抜擢したため、彼女が成功したのは自分のおかげであると主張している。本書にはトランプの資産報告書が掲載されており、彼の純資産総額は70億ドルであると示されている。トランプは『The Celebrity Apprentice』の司会を務めたことが自身のブランド力を高めたと語り、その経験により、テレビ視聴率が高ければネガティヴな性格の人間でも成功できることを学んだと述べている。また2011年ホワイトハウス記者協会晩餐会でオバマ大統領に風刺された時の心境を振り返り、さらにセス・マイヤーズのコメディ・パフォーマンスを批判した。
トランプはアメリカの国内政策についての議論を社会制度、医療、税金のセクションに分け、それぞれをオバマ批判に絡めて切り出している。トランプは患者保護並びに医療費負担適正化法を社会化医療制度の一種と呼び、雇用に悪影響を及ぼすと述べている。トランプは所得税を4階層に分けた上で最高位層である年収100万ドル以上の者に15%を課税し、また法人税を廃止する計画を提示している。社会保障制度に関して、トランプは定年年齢を引き上げ、その分の予算を他分野に充てることを推奨している。その他の章では軍事費の拡大と自由貿易への批判を表明し、アメリカ合衆国への移民の抑制を求めている。さらに彼は不法移民はアメリカ国民に経済的損害を与えると批判している。
外交政策についてトランプは中国とOPECがアメリカに与える影響について批判的に書いている。彼はそれらと交渉するために必要なリーダーシップの資質を挙列し、アメリカには国際交渉の場で毅然とした態度で臨める、確固たる理想を持った指導者が必要だと述べている。その他に彼はOPECに対する訴訟や中国から輸入される全製品に対する25%の課税などを提言している。彼はアメリカ市場が非常に儲かっているという理由で中国が貿易協定を拒否するのではないかと疑念を表明している。
本書ではロシアの指導者のウラジーミル・プーチンについて、その人物像や統治手法に対するトランプの好意的な見解が詳述されている。トランプはプーチンがロシアのための特異な計画を立てていると述べ、近隣諸国を支配し、ヨーロッパ諸国の主要な石油供給国になるというプーチンの戦略を賞賛している。トランプはオバマ大統領がプーチンに対抗するために十分に努力しなかったとも批判している。
トランプは気難しく頑固な人々との交渉を含む自身のビジネス経験が、公共部門や国際関係に容易に反映されると主張している。彼は巨大金融の実業家をグローバルな舞台に進出させることに関心を示し、アメリカは民間セクターの厳しい金融戦略の経験を持つ新しい指導者を必要としていると論じている。

## 執筆と出版

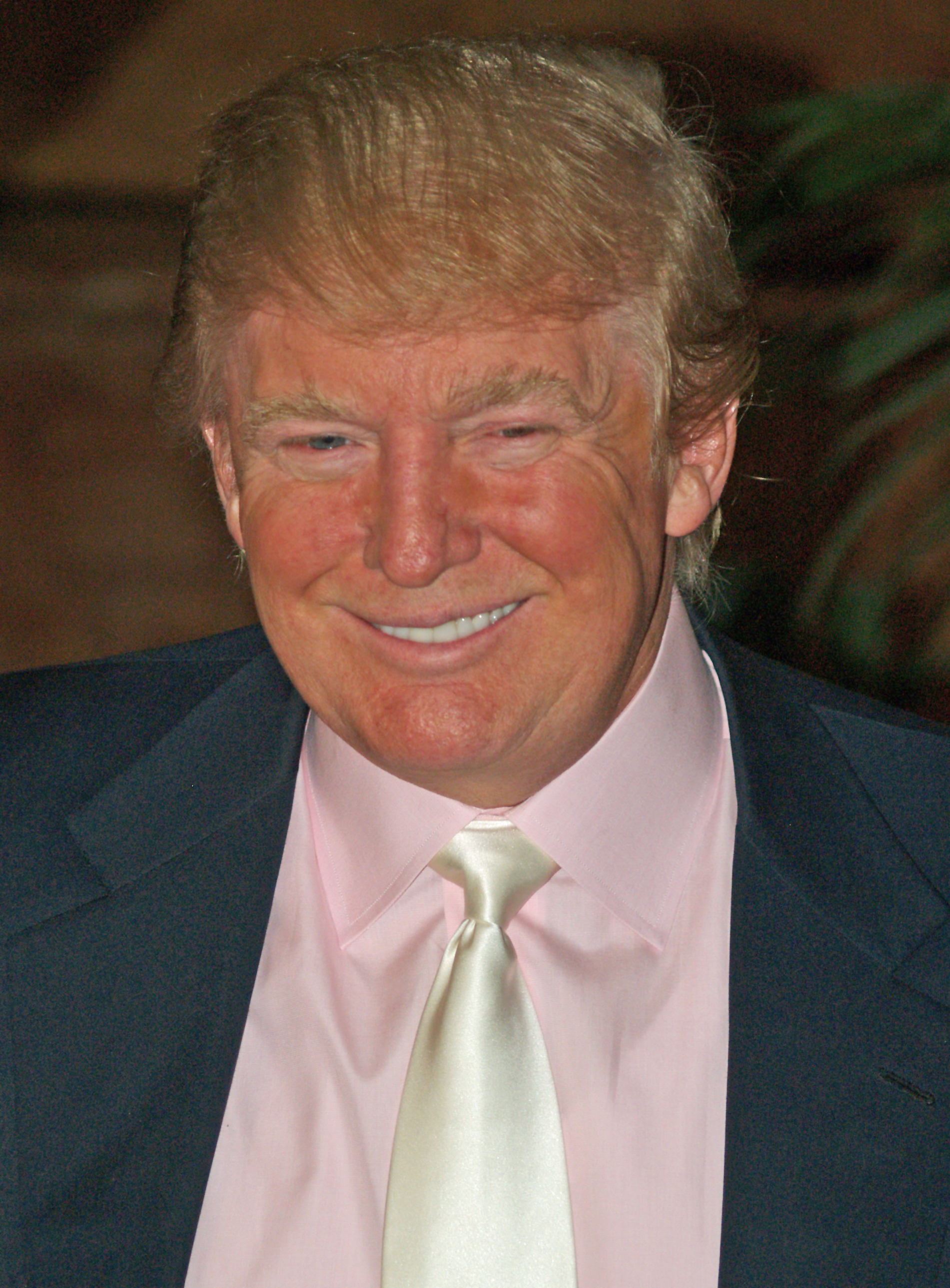
ドナルド・トランプ

『タフな米国を取り戻せ』は、2000年に出版された『The America We Deserve』が2000年アメリカ合衆国大統領選挙に出馬するための準備として機能したのと同様に、トランプが2012年アメリカ合衆国大統領選挙に出馬するためのプレリュードとして機能した。『The America We Deserve』ではポピュリストとしての彼の活動が示され、『タフな米国を取り戻せ』ではトランプの見解がどのように変化し、保守的な政治理念により沿ったものになったかが示された。
この本のゴーストライターには『ブライトバート・ニュース』のマネージング・エディターのウィントン・ホール、シニア・エディター・アット・ラージのピーター・シュワイツァーらが含まれた。またメレディス・マカイヴァーも執筆作業に貢献した。トランプは本書の宣伝のためにニューヨークのトランプ・タワーでサイン会を開催した。トランプは2011年にこの本を売り込むためにシカゴを訪れ、『シカゴ』誌のキャロル・フェルゼンタールのインタビューを受けた。
2015年に再出版された際の新タイトル『Time to Get Tough: Make America Great Again!』は、2016年のアメリカ合衆国大統領選挙におけるトランプの選挙スローガンに合せたものである。『ワシントン・ポスト』は本書の出版社に2015年版の変更点を問い合わせた。出版社の担当者は『ワシントン・ポスト』に対し、「変更箇所の多くは最小限の内装」と回答した。
本書は2011年にレグネリー・パブリッシングよりハードカバーで出版された。同年にマルコム・ヒルガートナーが朗読したオーディオブックが電子版と共に発売された。また2011年にはロシア語版も出版された。2012年にはジム・メスキメンが朗読した新たなオーディオブックが発売された。2015年にはレグネリー・パブリッシングより新たなタイトルでペーパーバックとして再出版された。2016年にベトナム語版、2017年に日本語版が出版された。

## 売り上げと評価
2011年12月25日付の『ニューヨーク・タイムズ』のベストセラーリストではハードカバーのノンフィクション部門、ハードカバーとペーパーバック合算のノンフィクション部門、電子書籍のノンフィクション部門、印刷物と電子書籍合算のノンフィクション部門などいくつかの部門に載った。すべての部門で30位付近であった。2012年1月8日までにハードカバー版は6位まで上昇した。ニールセン・ブックスキャンは2015年半ばまでに3万4264部が売れ、本書への関心が高まっていることを示した。2016年11月のトランプの選挙勝利の翌週、本書は310部を売り上げ、675%の売上増となった。同月に『ナショナル・ポスト』のベストセラーリストに載り、2011年版のサイン本が3500ドルで落札され、同紙はAbeBooksが販売したドナルド・トランプの著書の最高額であると報じた。2016年にトランプは本書の総売上より10万ドルから100万ドルの収入を得たと発表している。
『オン・ジ・イシューズ』のジェシー・ゴードンは本書に批判的であり、トランプが以前に出した政治本『The America We Deserve』から政治的見解がいかに反転しているかを指摘した。ゴードンは本書がトランプがポピュリズムから極右的な価値観の推進へと問題をすり替えていることを示していると評した。彼は本書の目的は2012年の大統領選挙への立候補に備えることであると指摘した。ゴードンは本書は保守派からの信頼を得るためのトランプのやり方であると結論づけた。『オン・ジ・イシューズ』は、2000年以降にトランプが表明した妊娠中絶、銃規制、同性愛者の権利、税制改革、ヘルスケアといった政治的見解がいかに変化したかを対比した表を掲載した。『シカゴ』のキャロル・フェルゼンタールは、トランプの口先だけの自慢話が本書にはっきりと表れていると評した。
マイケル・トマスキーは『ニューヨーク・レビュー・オブ・ブックス』誌上で本書を批評し、『オン・ジ・イシューズ』誌で展開された本書が2012年大統領選挙を目指すための政治的ツールであるという説を支持した。トマスキーは本書が「標準的な選挙運動の自己宣伝のジャンルに属する」ものであり、保守的なイデオロギーでトランプを売り込むものであると指摘した。彼はトランプが保守的な書籍販売会社であるレグネリー・パブリッシングを利用したことを指摘した。トマスキーはトランプの国内政策案はうんざりするとも評した。『エンターテインメント・ウィークリー』の書評でステファン・リーは、本書が「オバマ政権、不法移民、そして彼を批判する勇気ある人々やメディアに対する190ページに及ぶ戯言のように読める」と書いた。『ワシントン・ポスト』のノンフィクション書評家のカルロス・ロサダは、本書のタイミングと目的を指摘した。ロサダはトランプが選挙運動で『ニューヨーク・タイムズ』紙を酷評しながら、同時に本書の表紙で『ニューヨーク・タイムズ』のベストセラーとして宣伝している矛盾を指摘した。『ワシントン・ポスト』は本書の題名が変更されたことを指摘し、2011年版は彼の2016年の新しい政治的アイデンティティと一致していないと評した。ロサダは内容の変更を最小限にとどめ、外装を大幅に変更した本書の再パッケージングは、「不動産開発業者の選挙運動」に相応しいメタファーであると感じた。

## 関連文献
- Gordon, Jesse (May 20, 2016), “Time to Get Tough: Making America #1 Again, by Donald Trump”, On the Issues (OnTheIssues.org) 2017年6月17日閲覧。